# 亞利桑那州雪花聖殿
亞利桑那雪花聖殿（Snowflake Arizona Temple）是耶穌基督後期聖徒教會的第108座聖殿。耶穌基督後期聖徒教會的傳教士首次來到雪花是在1878年。亞利桑那雪花聖殿服務約35,000人耶穌基督後期聖徒教會信徒，是亞利桑那州的第二座聖殿。

## 外部連結
- Official Snowflake Arizona Temple page （页面存档备份，存于）
- Snowflake Arizona Temple page